# Chelanthura
Chelanthura är ett släkte av kräftdjur. Chelanthura ingår i familjen Anthuridae.
Kladogram enligt Catalogue of Life:
| Chelanthura | \| \| Chelanthura ajuga \| \| \| \| \| \| Chelanthura calaena \| \| \| \| \| \| Chelanthura salvia \| \| \| \| \| \| Chelanthura westringia \| \| \| \| |
|             | \| \| Chelanthura ajuga \| \| \| \| \| \| Chelanthura calaena \| \| \| \| \| \| Chelanthura salvia \| \| \| \| \| \| Chelanthura westringia \| \| \| \| |
|             | Amakusanthura |
|             | |
|             | Anthura |
|             | |
|             | Apanthura |
|             | |
|             | Apanthuroides |
|             | |
|             | Apanthuropsis |
|             | |
|             | Caenanthura |
|             | |
|             | Cetanthura |
|             | |
|             | Cortezura |
|             | |
|             | Cyathura |
|             | |
|             | Exallanthura |
|             | |
|             | Haliophasma |
|             | |
|             | Indanthura |
|             | |
|             | Leipanthura |
|             | |
|             | Malacanthura |
|             | |
|             | Mesanthura |
|             | |
|             | Nemanthura |
|             | |
|             | Notanthura |
|             | |
|             | Pendanthura |
|             | |
|             | Pilosanthura |
|             | |
|             | Ptilanthura |
|             | |
|             | Quantanthura |
|             | |
|             | Sauranthura |
|             | |
|             | Skuphonura |
|             | |
|             | Stygocyathura |
|             | |
|             | Chelanthura ajuga |
|             | |
|             | Chelanthura calaena |
|             | |
|             | Chelanthura salvia |
|             | |
|             | Chelanthura westringia |
|             | |

|  | Chelanthura ajuga      |
|  |                        |
|  | Chelanthura calaena    |
|  |                        |
|  | Chelanthura salvia     |
|  |                        |
|  | Chelanthura westringia |
|  |                        |